# 希頓 (北卡羅萊納州)
希頓（英語：Heaton）是位於美國北卡羅萊納州埃弗里縣的非建制地區。

## 歷史
希頓的郵局於1914年設立，其後於1959年停運。

## 地理
希頓所處的海拔為高於海平面928米（即3045英呎），而該地所採用的時區為UTC-5，即北美东部时区（EST）。同時該地設有夏令時間，為UTC-5調快一小時，即UTC-4（EDT）。